# 1960 au Manitoba
Chronologie du Manitoba
- 1956
- 1957
- 1958
- 1959
- 1960
- 1961
- 1962
- 1963
- 1964

Cette page concerne des événements d'actualité qui se sont produits durant l'année 1960 dans la province canadienne du Manitoba.

## Politique
- Premier ministre : Dufferin Roblin
- Chef de l'Opposition :
- Lieutenant-gouverneur : John Stewart McDiarmid puis Errick F. Willis
- Législature :

## Événements
- 24 avril : Ouverture de la station de télévision francophone CBWFT-DT.

## Naissances
- Gerard Kennedy (né à Le Pas) est un politicien canadien. Il a été ministre de l'Éducation au sein du cabinet dirigé par le premier ministre ontarien Dalton McGuinty. Il a démissionné de son poste afin de briguer la direction du Parti libéral du Canada[1].